# Qairat Bijekenow
Qairat Orasbajuly Bijekenow (kasachisch Қайрат Оразбайұлы Биекенов, russisch Кайрат Оразбаевич Биекенов, Kairat Orasbajewitsch Bijekenow; * 25. Mai 1972) ist ein ehemaliger kasachischer Skispringer.

## Werdegang
Bijekenows erster und einziger internationaler Auftritt war der Start bei den Olympischen Winterspielen 1994 in Lillehammer. Es waren die ersten Olympischen Spiele, bei denen eine kasachische Mannschaft teilnahm. Bijekenow trug bei der Eröffnungsfeier die Fahne. Bei den späteren Wettbewerben landete Bijekenow auf Rang 49 von der Normal- und Rang 58 von der Großschanze.